# Скляренко, Александр Иванович
Александр Иванович Скляренко (род. 1927) — советский передовик производства в области сельского хозяйства. Герой Социалистического Труда (1966).

## Биография
Родился  27 апреля 1927 года на хуторе Ключникова Балка, Неклиновского района, Ростовской области.
До 1944 года работал прицепщиком колхоза имени XXII партсъезда Неклиновского района, Ростовской области. В 1944 году окончил курсы трактористов Веселовской машинно-тракторной станции и в 1945 году — Таганрогскую школу механизации сельского хозяйства, курсы механиков и Сальский сельскохозяйственный техникум. Работал механиком, механиком-контролером мастерских, заведующим мастерскими Веселовской машинно-тракторной станции.
С 1954 по 1961 годы — бригадир комсомольско-молодежной тракторной бригады колхоза имени Орджоникидзе. В 1960 году для изучения передового опыта в  области сельскохозяйственного производства А. И. Скляренко ездил к новатору в э
той области А. В. Гиталову. С 1961 года возглавил комплексную бригаду колхоза имени XXII партсъезда Неклиновского района, Ростовской области.
30 апреля 1966 года  «за успехи, достигнутые в увеличении производства и заготовок зерновых и культур» Указом Президиума Верховного Совета СССР  Александру Ивановичу Скляренко было присвоено звание Героя Социалистического Труда с вручением Медали «Серп и Молот» и Орденом Ленина.
С 1982 по 1984 годы — управляющий отделением совхоза «Прогресс» Неклиновского района и управляющим ученической производственной бригадой. Отделению А. И. Скляренко было присвоено звание «коллектива высокой культуры земледелия».
Помимо основной деятельности с 1961 по 1963 годы избирался депутатом Неклиновского сельского совета и депутатом Ростовского областного совета депутатов трудящихся по Веселовскому избирательному округу. В 1971 году был делегатом XXIV съезда КПСС.

## Награды
- Медаль «Серп и Молот» (30.04.1966)
- Орден Ленина (30.04.1966)
- Орден Трудового Красного Знамени